# Fabio Brûlart de Sillery

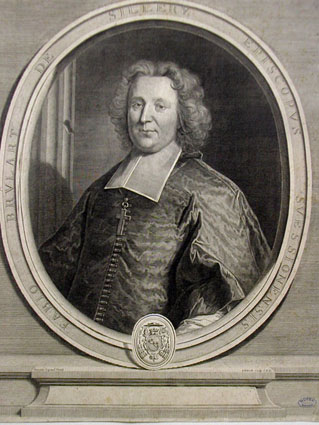
Fabio Brûlart de Sillery

Fabio Brûlart de Sillery (* 25. Oktober 1655 in Le Grand-Pressigny; † 20. November 1714 in Paris) war ein französischer katholischer Bischof und Dichter, der 1705 Mitglied der Académie française wurde.

## Leben
Fabio Brûlart de Sillery war der sechste Sohn des Louis-Roger Brûlart, Marquis von Sillery (* 1619; † 19. März 1691 auf Schloss Liancourt), und der Marie-Catherine de La Rochefoucauld († 7. März 1698), Tochter des Herzogs François V. de La Rochefoucauld. Er wurde am 22. oder 25. Oktober 1655 (die Angaben differieren) auf dem Château de Pressigny in der Touraine geboren. Sein Taufpate war der Apostolische Nuntius Celio Piccolomini, der dem Kind den Namen des regierenden Papstes, Alexander VII. (Fabio Chigi), gab.
Für eine geistliche Laufbahn bestimmt, erhielt Brûlart 1670 die Abtei Saint-Michel de Tonnere in Kommende, die er fünf Jahre später mit seinem Onkel François-Nicolas Brûlart de Sillery gegen die Abtei Lespau in der Diözese Mans tauschte. Er besaß außerdem noch die Abteien Pelice (La Plisse) in derselben Diözese und Saint-Bâle in der Diözese Reims. 1681 wurde er von der Pariser Fakultät zum Doktor der Theologie promoviert und erhielt eine Domherrenstelle an der Kathedrale Notre-Dame.
Am 10. Juni 1689 zum Bischof von Avranches ernannt, tauschte er sein Bistum nach wenigen Monaten mit Pierre Daniel Huet, der zum Bischof von Soissons ernannt worden war. Der Tausch fand im Oktober 1689 statt, Brûlart wurde wegen der Differenzen der französischen Regierung mit dem hl. Stuhl (→ Gallikanismus) aber erst im Konsistorium vom 9. Januar 1692 präkonisiert und schließlich am 23. März 1692 in der Hauskapelle der Jesuiten in Paris von Erzbischof Charles-Maurice Le Tellier von Reims konsekriert. Am 14. September 1692 nahm der neue Prälat sein Bistum persönlich in Besitz und predigte am 11. Oktober 1693 vor dem Domkapitel in Reims. Am 1. November 1693 erhielt er die Abtei Gard in Kommende.
Im Hungerwinter 1693/94 ließ Bischof Brûlart so viele Almosen verteilen, dass niemand verhungern musste. 1694 sandte er das von seinem Vorgänger Simon Le Gras zusammengestellte Protokoll der feierlichen Königssalbung Ludwigs XIV. an den Metropoliten von Reims und die übrigen Bischöfe der Kirchenprovinz. Dieses Schriftstück, in dem er schlüssig darlegte, dass bei Verhinderung des Erzbischofs von Reims der Bischof von Soissons das Recht habe, den französischen König zu salben, brachte ihm eine scharfe Protestation der Dignitäre und des Domkapitels von Reims ein, die sich auf den Standpunkt stellten, dass ohne ihre Zustimmung kein Fremder kirchliche Funktionen in der Kathedrale von Reims vornehmen dürfe. Das Protokoll und die Protestationen erschienen 1697 im Druck und wurden 1717 als Le sacre et couronnement de Louis XIV, roi de France et de Navarre noch einmal aufgelegt (Reims: Jacques Chardon, 1717).
1695 hielt Bischof Brûlart im Auftrag der Nationalversammlung des französischen Klerus eine Begrüßungsansprache vor dem vor der Glorreichen Revolution nach Frankreich geflüchteten König Jakob II. von England. Mehrfach konnte er König Ludwig XIV. in seinem bischöflichen Palais empfangen und begleitete ihn auch auf das Schlachtfeld nach Compiègne. Er legte in dieser Zeit auch den Grundstein für die von Herzog Philipp von Anjou, dem späteren König von Spanien, gestiftete Dominikanerkirche ebenda und erhielt für die durch mehrere Stiftungen seiner Vorgänger sehr reduzierte bischöfliche Mensa die Abtei Valsery. Auch für seine Kathedralkirche erhielt er bedeutende Dotationen. Er ließ das bischöfliche Palais vergrößern und verschönern, unterstützte das bischöfliche Seminar mit erledigten Pfründen des Kapitels von Mont-Notre-Dame und stiftete aus seinem Privatvermögen mehrere Stipendien für mittellose Priesteramtskandidaten seiner Diözese. Er ließ außerdem ein neues Kleines Seminar bauen und errichtete mehrere karitative Einrichtungen.
1694 veröffentlichte er ein Rituale, 1696 einen Katechismus, 1700 Synodalstatuten und ein neues Brevier. 
Am 12. Februar 1705 wurde er als Nachfolger von Étienne Pavillon Mitglied der Académie française und nahm dort den siebten Sessel (Fauteuil 7) ein. Darüber hinaus war er Ehrenmitglied der Académie royale des Inscriptions et Médailles (1701) sowie der Akademie von Soissons. Neben seiner bischöflichen Tätigkeit verfasste er auch eine Reihe von Gedichten.
Bischof Brûlart starb 1714 in Paris und wurde in der Kathedrale von Soissons beigesetzt.